# Эволюция Черепашек-ниндзя (мультфильм)
«Эволюция Черепашек-ниндзя: Фильм» (англ. Rise of the Teenage Mutant Ninja Turtles: The Movie) —  американский анимационный супергеройский комедийный фильм 2022 года, созданный по мотивам мультсериала «Эволюция Черепашек-ниндзя» 2018 года, а также являющейся частью медиафраншизы «Черепашки-ниндзя». Производством мультфильма занимались студии Nickelodeon Movies, а трансляцией — Netflix. Режиссёрами выступили создатели одноимённого мультсериала Энт Уорд и Энди Суриано, в то время как Бен Шварц, Омар Бенсон Миллер, Брендон Смит, Джош Бренер, Катерина Грэм, Эрик Бауза вновь озвучили своих персонажей. По сюжету, события которого разворачиваются после окончания оригинального мультсериала, Леонардо предстоит возглавить своих братьев в противостоянии с Крэнгом.
«Эволюция Черепашек-ниндзя» вышла 5 августа 2022 года.

## Сюжет
Черепашки-ниндзя сталкиваются с большими неприятностями, когда таинственный незнакомец прибывает из будущего с ужасным предупреждением. Лео вынужден возглавить своих братьев в лице Рафа, Донни и Майки в борьбе за спасение мира от ужасающего инопланетного существа Крэнга.

## Роли озвучивали
- Бен Шварц — Леонардо[1]
- Омар Бенсон Миллер — Рафаэль[1]
- Брендон Смит[англ.] — Микеланджело[1]
- Джош Бренер — Донателло[1]
- Катерина Грэм — Эйприл О’Нил[1]
- Эрик Бауза — Сплинтер / солдат / радиоведущий / секретный агент
- Хэйли Джоэл Осмент — Кейси Джонс[2]
- Рис Дарби — Гипнопотам
- Джон Майкл Хиггинс — Уоррен Стоун
- Роб Полсен — Фут Лейтенант
- Джим Пирри — Крэнг Один
- Токс Олагундойе — Крэнг Два

## Производство
5 февраля 2019 года было объявлено о разработке мультфильмов по мотивам мультсериалов «Эволюция Черепашек-ниндзя» и «Мой шумный дом», которые будут выпущены на Netflix. 12 января 2021 года в официальном Twitter-аккаунте франшизы «Черепашек-ниндзя» были опубликованы синопсис и дата выхода мультфильма. 27 августа 2021 года появилась информация о переносе премьеры на 2022 год из-за продления сроков производства, которое завершилось 7 апреля 2022 года.

## Маркетинг
30 июня 2022 года Netflix выложил первые кадры мультфильма в своём Twitter-аккаунте. Первый трейлер фильма вышел 6 июля 2022 года.

## Выпуск
«Эволюция Черепашек-ниндзя» вышла 5 августа 2022 года на стриминговом сервисе Netflix.

## Критика
На сайте-агрегаторе рецензий Rotten Tomatoes мультфильм имеет рейтинг 78 % на основе 9 отзывов со средним баллом 6,2 / 10. Metacritic, который выставляет оценки на основе среднего арифметического взвешенного, дал картине 62 балла из 100 на основе 4 рецензий. На сайте IMDb «Эволюция Черепашек-ниндзя» получила оценку 5,4 из 10.